# Joseph de Saint-André de Marnays de Vercel
Joseph de Saint-André de Marnays de Vercel, né en 1713 à Paris et mort le 24 septembre 1779, est un prélat français, évêque de Couserans au XVIIIe siècle.

## Biographie
Joseph de Saint-André-Marnays du Vercel est abbé de Saint-Romain de Blaye de 1742 à 1752. Il est vicaire général d'Angers, lorsqu'il devient évêque de Couserans en 1752. L'évêque réside constamment dans son diocèse qu'il ne quitte que deux fois.